# イズリントン (競走馬)
イズリントン (英: Islington) とは、アイルランド生産・イギリス調教の競走馬。主な勝ち鞍は2002年ナッソーステークス、ヨークシャーオークス連覇、2003年BCフィリー&メアターフ。

## 戦績

### 2歳時 (2001年)
8月17日にニューマーケット競馬場で行われた未勝利戦でデビューして6着、次走のリステッド競走で3着に入ってシーズンを終える。

### 3歳時 (2002年)
4月19日にニューベリー競馬場で行われた未勝利戦を勝利する。続く英オークストライアル競走のG3ミュージドラステークスにて重賞初勝利を挙げた。しかし、英オークスでは直線で一時先頭に立つも重馬場に脚をとられて沈み、8着に大敗する。次走のナッソーステークスでは古馬との初対戦となったが、残り2ハロンで先頭に立つと2着に4馬身差をつけて圧勝、G1初制覇を飾った。その18日後にはヨークシャーオークスにも出走し、ここでも2着に5馬身差をつけて古馬勢相手にG1を連勝した。しかし、フランスへ遠征して挑んだ凱旋門賞では5着に敗れる。続けてアメリカ合衆国に遠征して挑んだ次走のBCフィリー&メアターフでも3着と勝ちきれずに3歳シーズンを終えた。

### 4歳時 (2003年)
始動戦のプリンスオブウェールズステークスでは3着、エクリプスステークスでも6着と連敗する。しかし、前年に続いて出走したヨークシャーオークスでは同レース連覇を達成した。その後はアイリッシュチャンピオンステークス3着の後、BCフィリー&メアターフに出走。レースでは最後の1ハロンでリードを奪うと、首差の接戦を制して勝利した。その後はジャパンカップに駒を進めるも9着に大敗、これを最後に現役を引退した。

## 血統表
| イズリントンの血統          | イズリントンの血統              | イズリントンの血統   | （血統表の出典）     | （血統表の出典） |
| 父系                        | サドラーズウェルズ系            | サドラーズウェルズ系 | サドラーズウェルズ系 | [ § 2 ]          |
| 父 Sadler's Wells 1981 鹿毛 | 父の父Northern Dancer 1961 鹿毛 | Nearctic 1954        | Nearco               | Nearco           |
| 父 Sadler's Wells 1981 鹿毛 | 父の父Northern Dancer 1961 鹿毛 | Nearctic 1954        | Lady Angela          |                  |
| 父 Sadler's Wells 1981 鹿毛 | 父の父Northern Dancer 1961 鹿毛 | Natalma 1957         | Native Dancer        | Native Dancer    |
| 父 Sadler's Wells 1981 鹿毛 | 父の父Northern Dancer 1961 鹿毛 | Natalma 1957         | Almahmoud            |                  |
| 父 Sadler's Wells 1981 鹿毛 | 父の母Fairy Bridge 1975 鹿毛    | Bold Reason 1968     | Hail to Reason       | Hail to Reason   |
| 父 Sadler's Wells 1981 鹿毛 | 父の母Fairy Bridge 1975 鹿毛    | Bold Reason 1968     | Lalun                |                  |
| 父 Sadler's Wells 1981 鹿毛 | 父の母Fairy Bridge 1975 鹿毛    | Special 1969         | Forli                | Forli            |
| 父 Sadler's Wells 1981 鹿毛 | 父の母Fairy Bridge 1975 鹿毛    | Special 1969         | Thong                |                  |
| 母 Hellenic 1987 鹿毛       | 母の父Darshaan 1981 鹿毛        | Shirley Heights 1975 | Mill Reef            | Mill Reef        |
| 母 Hellenic 1987 鹿毛       | 母の父Darshaan 1981 鹿毛        | Shirley Heights 1975 | Hardiemma            |                  |
| 母 Hellenic 1987 鹿毛       | 母の父Darshaan 1981 鹿毛        | Delsy 1972           | Abdos                | Abdos            |
| 母 Hellenic 1987 鹿毛       | 母の父Darshaan 1981 鹿毛        | Delsy 1972           | Kelty                |                  |
| 母 Hellenic 1987 鹿毛       | 母の母Grecian Sea 1978 鹿毛     | Homeric 1968         | Ragusa               | Ragusa           |
| 母 Hellenic 1987 鹿毛       | 母の母Grecian Sea 1978 鹿毛     | Homeric 1968         | Darlene              |                  |
| 母 Hellenic 1987 鹿毛       | 母の母Grecian Sea 1978 鹿毛     | Sea Venture 1973     | Diatome              | Diatome          |
| 母 Hellenic 1987 鹿毛       | 母の母Grecian Sea 1978 鹿毛     | Sea Venture 1973     | Knighton House       |                  |
| 母系(F-No.)                 | 5号族(FN:5)                     | 5号族(FN:5)          | 5号族(FN:5)          | [ § 3 ]          |
| 5代内の近親交配             | なし                            | なし                 | なし                 | [ § 4 ]          |
| 出典                        | 1. 2. 3. 4.                     | 1. 2. 3. 4.          | 1. 2. 3. 4.          | 1. 2. 3. 4.      |